# Lista przewodniczących Seanad Éireann

## Chronologiczna lista
| #    | Imię i Nazwisko         | Portret | Kadencja             | Kadencja             | Partia polityczna | Partia polityczna   |
| #    | Imię i Nazwisko         | Portret | Od                   | Do                   | Partia polityczna | Partia polityczna   |
| ---- | ----------------------- | ------- | -------------------- | -------------------- | ----------------- | ------------------- |
| 1    | James Campbell          |         | 6 grudnia 1922       | 6 grudnia 1928       |                   | Bezpartyjny         |
| 2    | Thomas Westropp Bennett |         | 6 grudnia 1928       | 19 maja 1936         |                   | Cumann na nGaedhael |
| 3    | Seán Gibbons            |         | 27 kwietnia 1938     | 8 września 1943      |                   | Fianna Fáil         |
| 4    | Seán Goulding           |         | 8 września 1943      | 21 kwietnia 1948     |                   | Fianna Fáil         |
| 5    | Timothy O’Donovan       |         | 21 kwietnia 1948     | 14 sierpnia 1951     |                   | Fine Gael           |
| 6    | Liam Ó Buachalla        |         | 14 sierpnia 1951     | 22 lipca 1954        |                   | Fianna Fáil         |
| 7    | Patrick Baxter          |         | 22 lipca 1954        | 22 maja 1957         |                   | Clann na Talmhan    |
| (6)  | Liam Ó Buachalla        |         | 22 maja 1957         | 5 listopada 1969     |                   | Fianna Fáil         |
| 8    | Michael Yeats           |         | 5 listopada 1969     | 3 stycznia 1973      |                   | Fianna Fáil         |
| 9    | Micheál Cranitch        |         | 3 stycznia 1973      | 1 czerwca 1973       |                   | Fianna Fáil         |
| 10   | James Dooge             |         | 1 czerwca 1973       | 27 października 1977 |                   | Fine Gael           |
| 11   | Séamus Dolan            |         | 27 października 1977 | 8 października 1981  |                   | Fianna Fáil         |
| 12   | Charles McDonald        |         | 8 października 1981  | 13 maja 1982         |                   | Fine Gael           |
| 13   | Tras Honan              |         | 13 maja 1982         | 23 lutego 1983       |                   | Fianna Fáil         |
| 14   | Patrick J. Reynolds     |         | 23 lutego 1983       | 25 kwietnia 1987     |                   | Fine Gael           |
| (13) | Tras Honan              |         | 25 kwietnia 1987     | 1 listopada 1989     |                   | Fianna Fáil         |
| 15   | Seán Doherty            |         | 1 listopada 1989     | 23 stycznia 1992     |                   | Fianna Fáil         |
| 16   | Seán Fallon             |         | 23 stycznia 1992     | 12 lipca 1995        |                   | Fianna Fáil         |
| 17   | Liam Naughten           |         | 12 lipca 1995        | 16 listopada 1996    |                   | Fine Gael           |
| 18   | Brian Mullooly          |         | 16 listopada 1996    | 27 listopada 1996    |                   | Fianna Fáil         |
| 19   | Liam T. Cosgrave        |         | 27 listopada 1996    | 17 września 1997     |                   | Fine Gael           |
| (18) | Brian Mullooly          |         | 17 września 1997     | 12 września 2002     |                   | Fianna Fáil         |
| 20   | Rory Kiely              |         | 12 września 2002     | 13 września 2007     |                   | Fianna Fáil         |
| 21   | Pat Moylan              |         | 13 września 2007     | 25 maja 2011         |                   | Fianna Fáil         |
| 22   | Paddy Burke             |         | 25 maja 2011         | 8 czerwca 2016       |                   | Fine Gael           |
| 23   | Denis O’Donovan         |         | 8 czerwca 2016       | 29 czerwca 2020      |                   | Fianna Fáil         |
| 24   | Mark Daly               |         | 29 czerwca 2020      | 16 grudnia 2022      |                   | Fianna Fáil         |
| 25   | Jerry Buttimer          |         | 16 grudnia 2022      | nadal                |                   | Fine Gael           |